# Hôtel de ville de Rambervillers
L'hôtel de ville de Rambervillers est un édifice situé à Rambervillers, dans le département des Vosges, en France.

## Localisation
L'hôtel de ville se trouve en rive droite de la Mortagne. Il est sur la rue Abel-Ferry et sur la place du 30-Septembre-1944 où sont également l'église Sainte-Libaire du XVIe siècle et le monument aux morts.

## Historique
L'hôtel de ville a été construit en 1581 en remplacement de l'ancienne maison de ville incendiée en 1557 par les soldats du Baron de Polwiller.
L'édifice est classé au titre des monuments historiques en 1900.

## Description
L'hôtel de ville est un grand bâtiment isolé sur trois côtés constitué d'une arcade ouverte à rez-de-chaussée, d'un premier étage percé de fenêtres à meneau et traverses et d'un second étage. Il est couvert d'un grand toit en tuiles plates à croupes.
Un escalier en colimaçon mène au salon d'honneur du premier étage.

## Galerie d'images

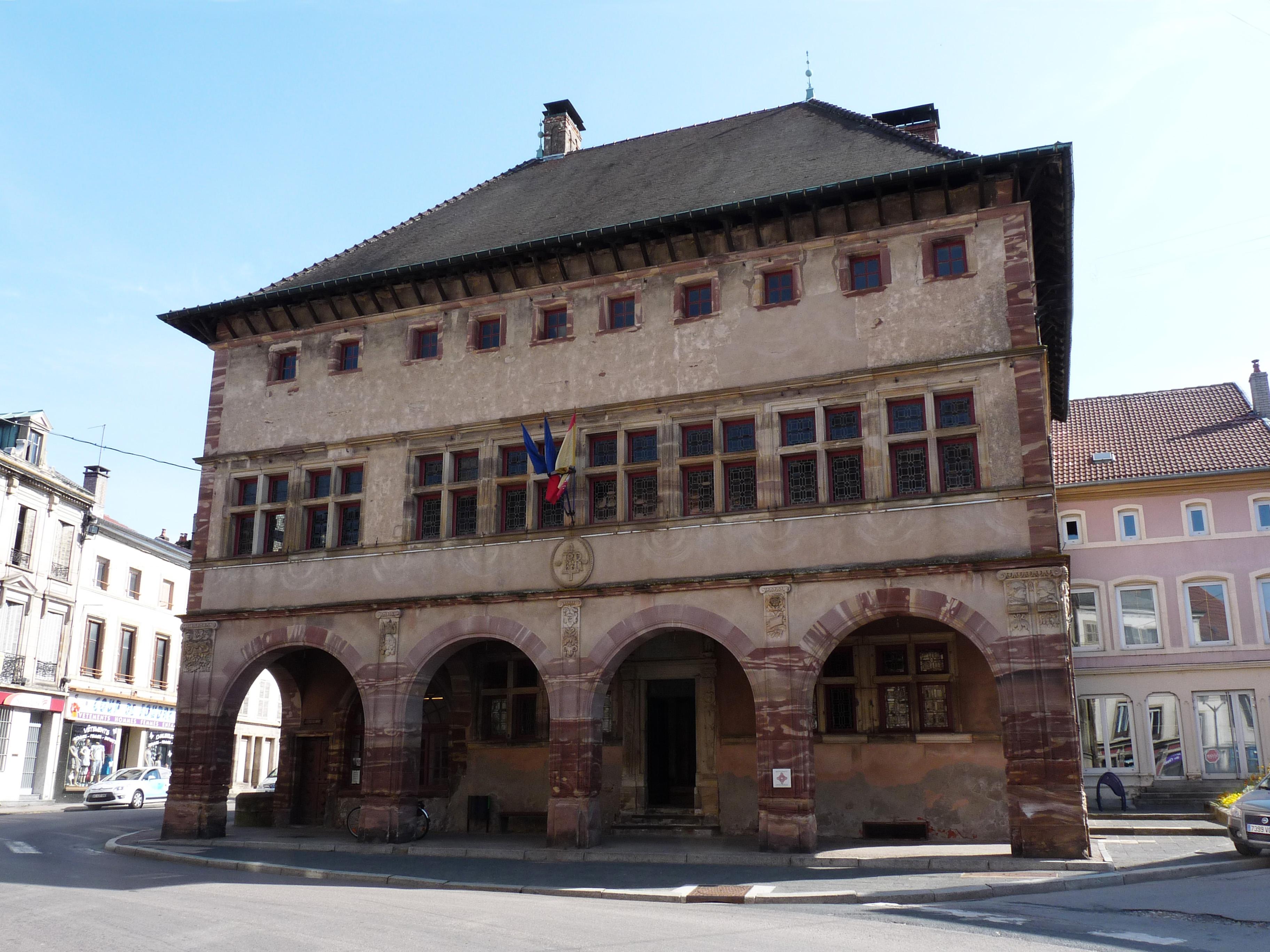
Façade principale
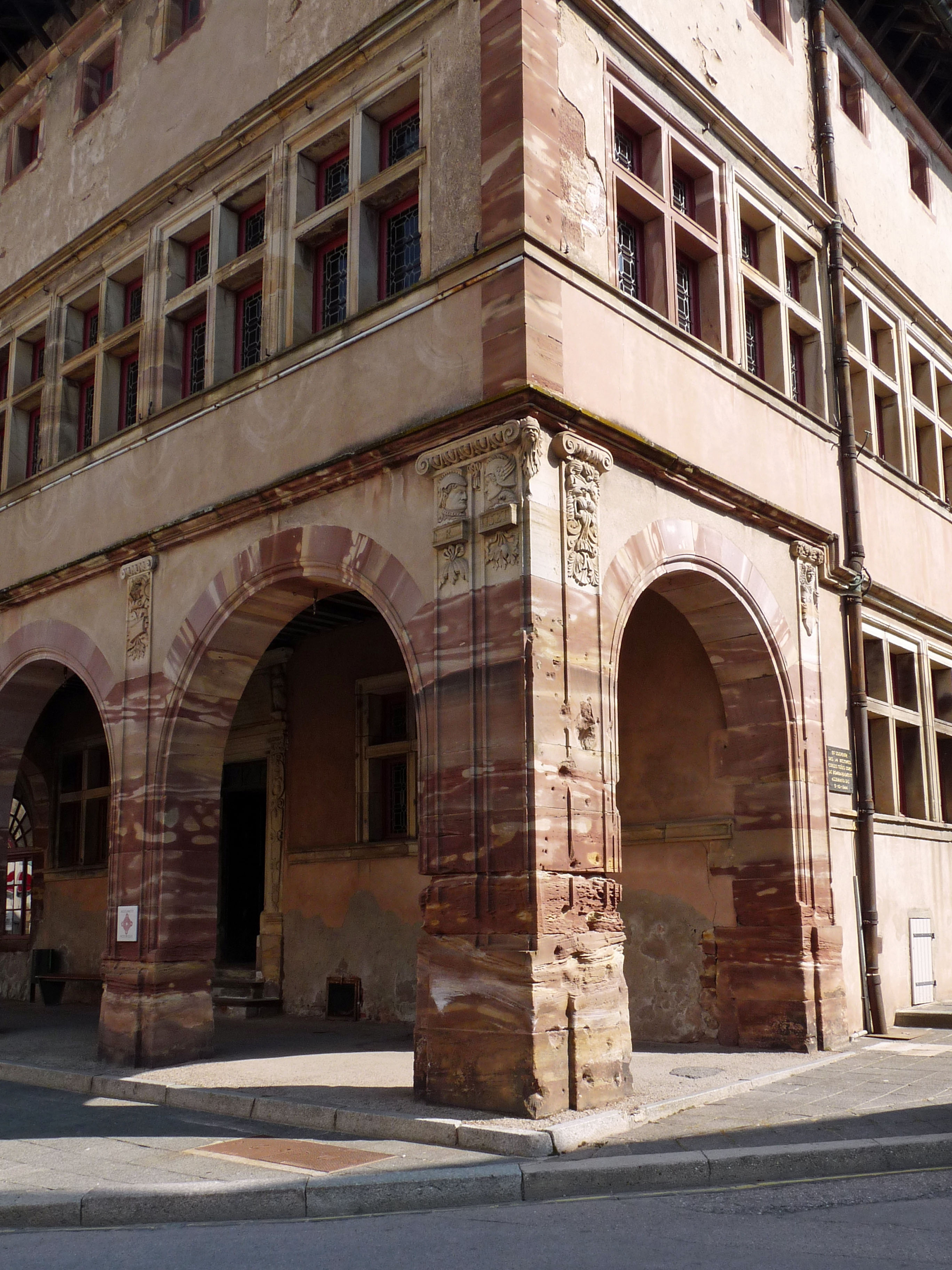
Détail d'un l'angle (depuis la place du 30 septembre 1944)
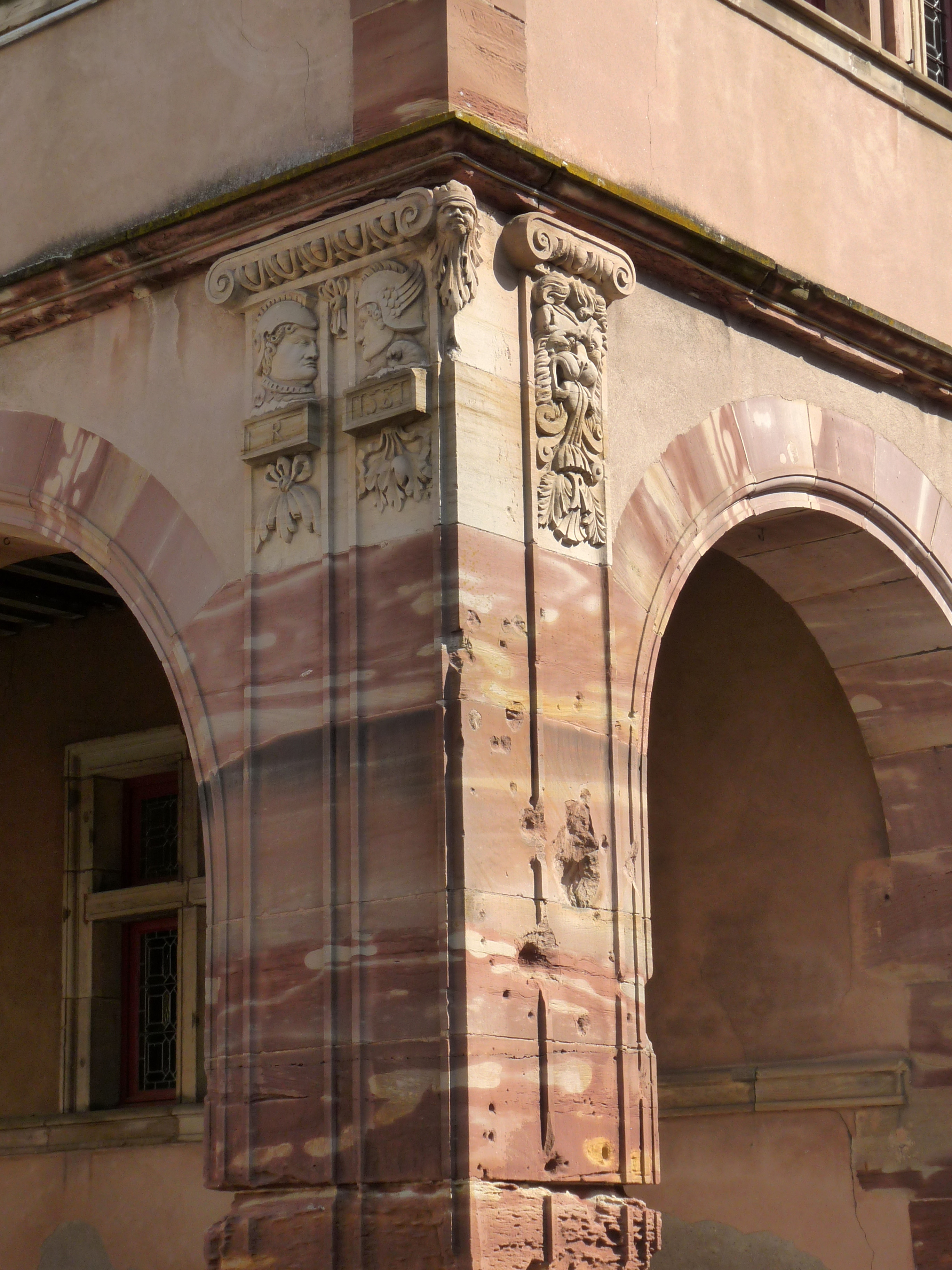
Détail de pierres sculptées du rez-de-chaussée (1)
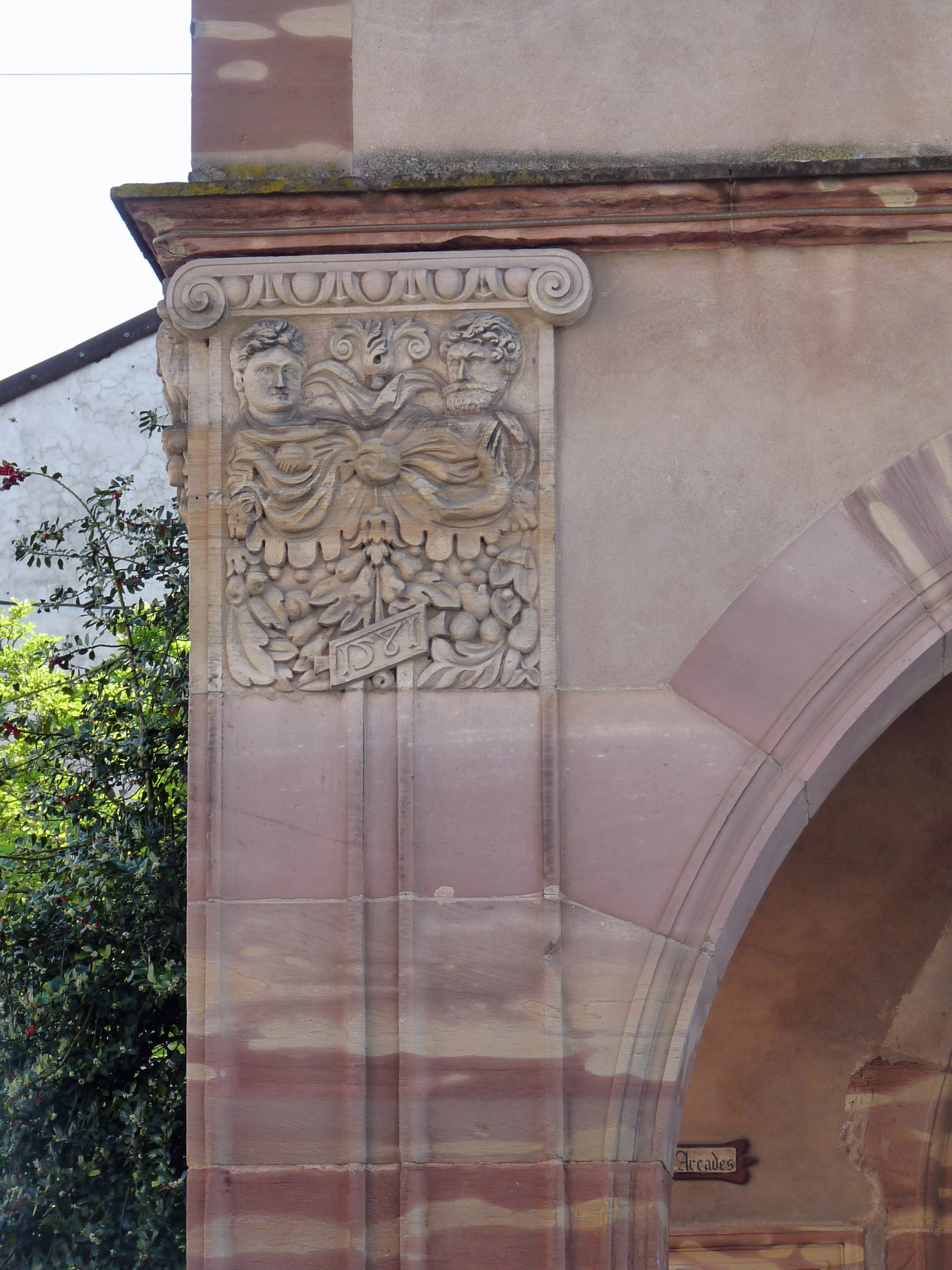
Détail de pierres sculptées du rez-de-chaussée (2)
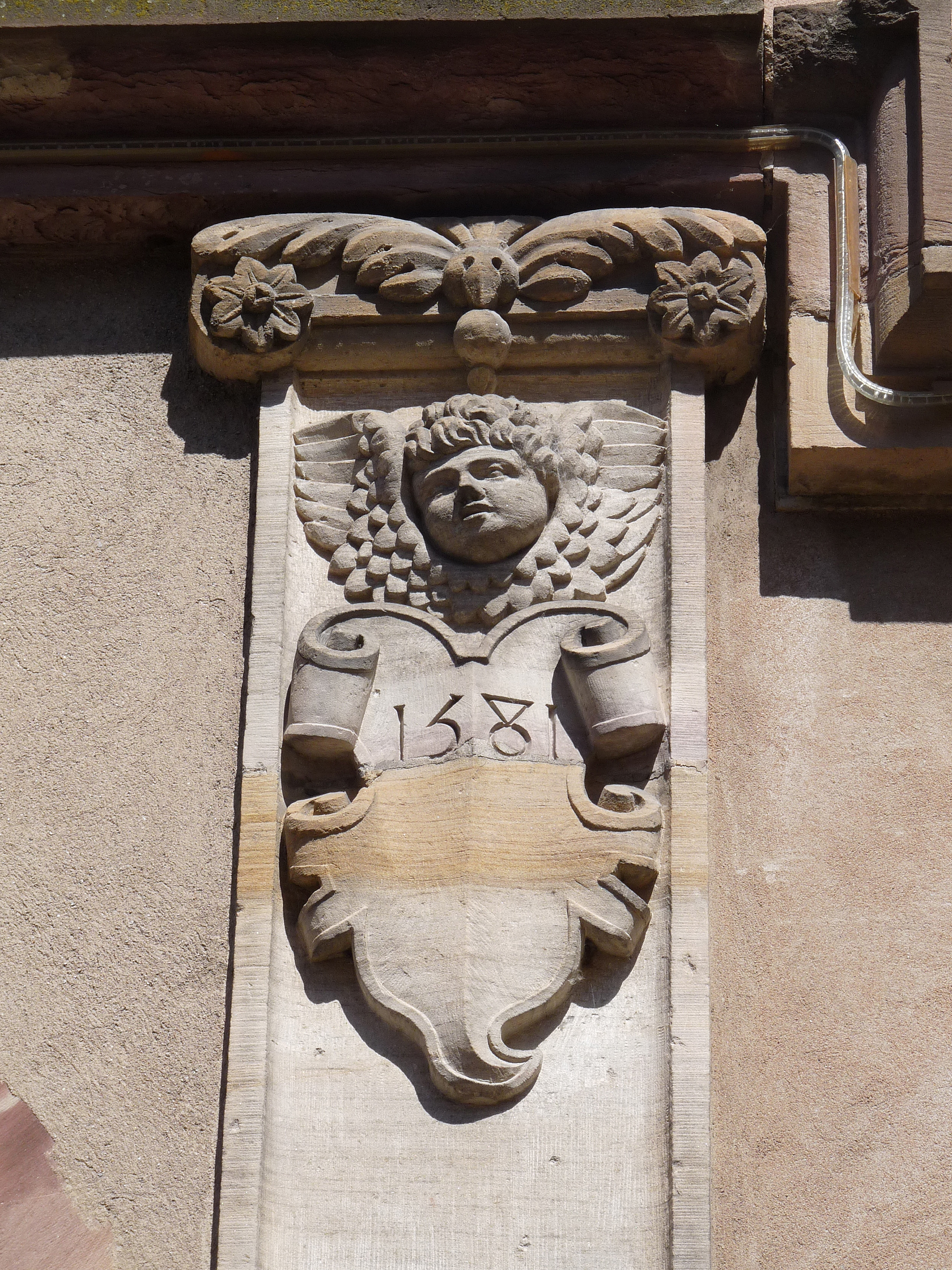
Détail de pierres sculptées du rez-de-chaussée (3)
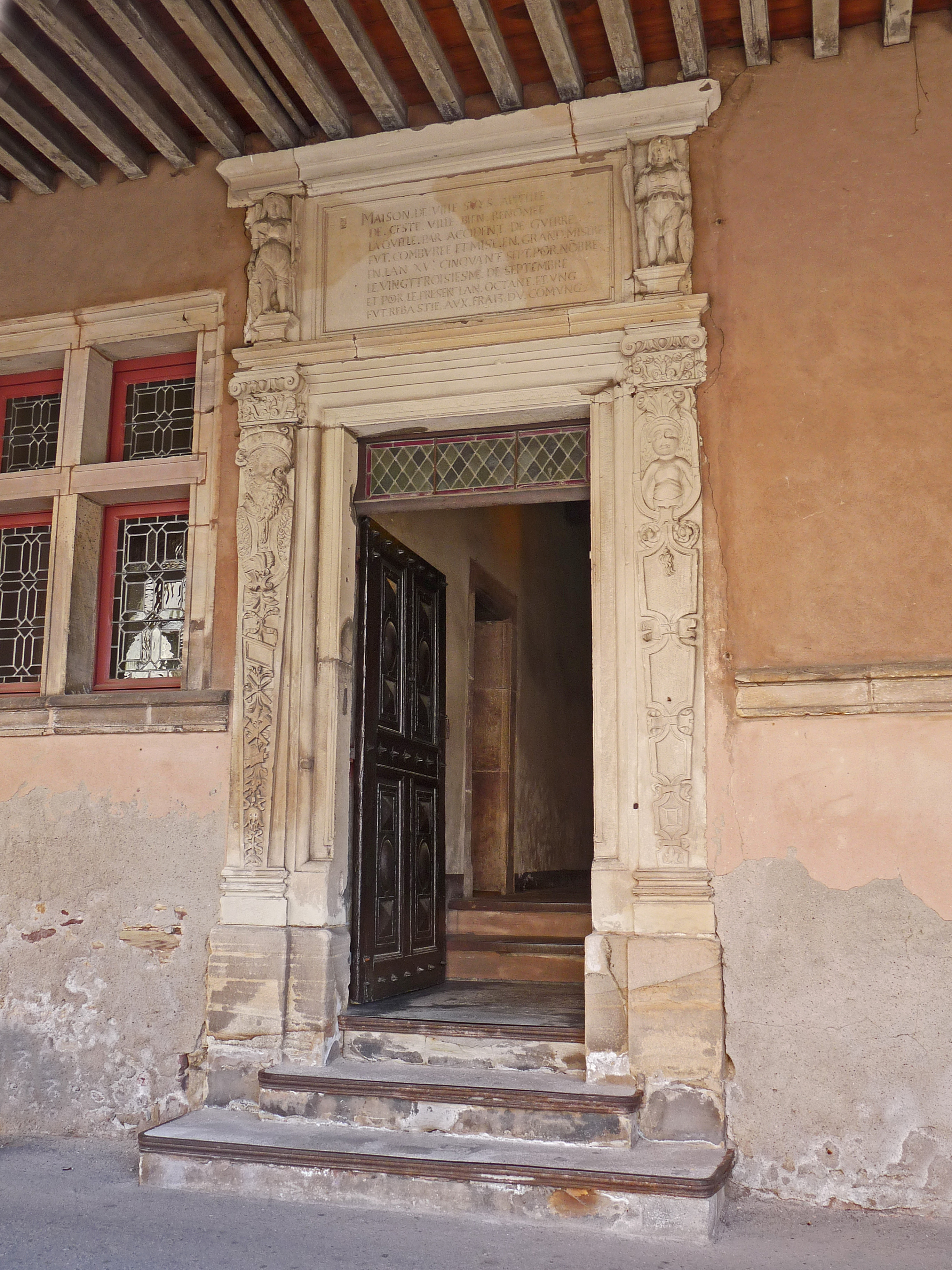
Porte d'entrée
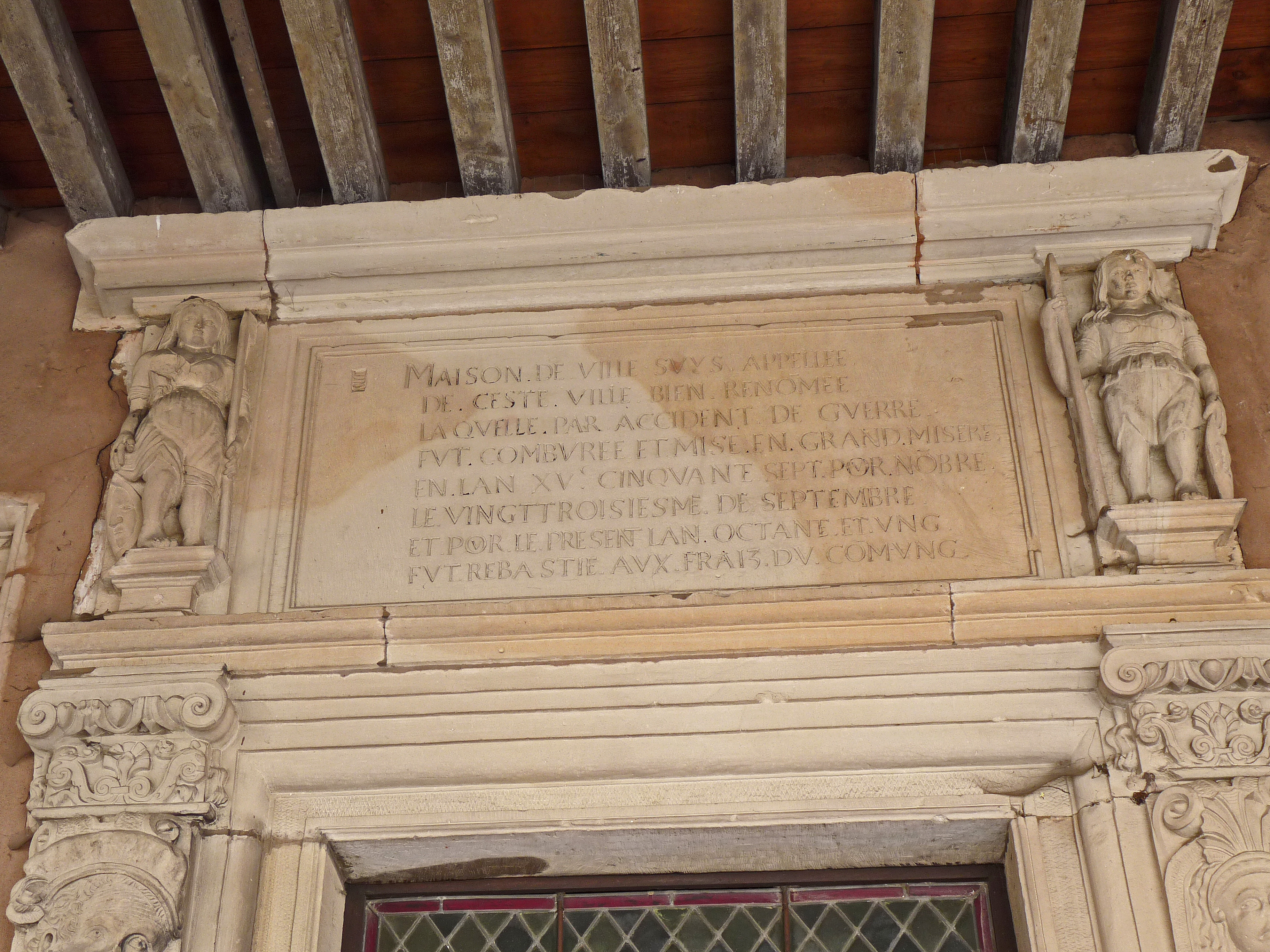
Porte d'entrée (détail du linteau)
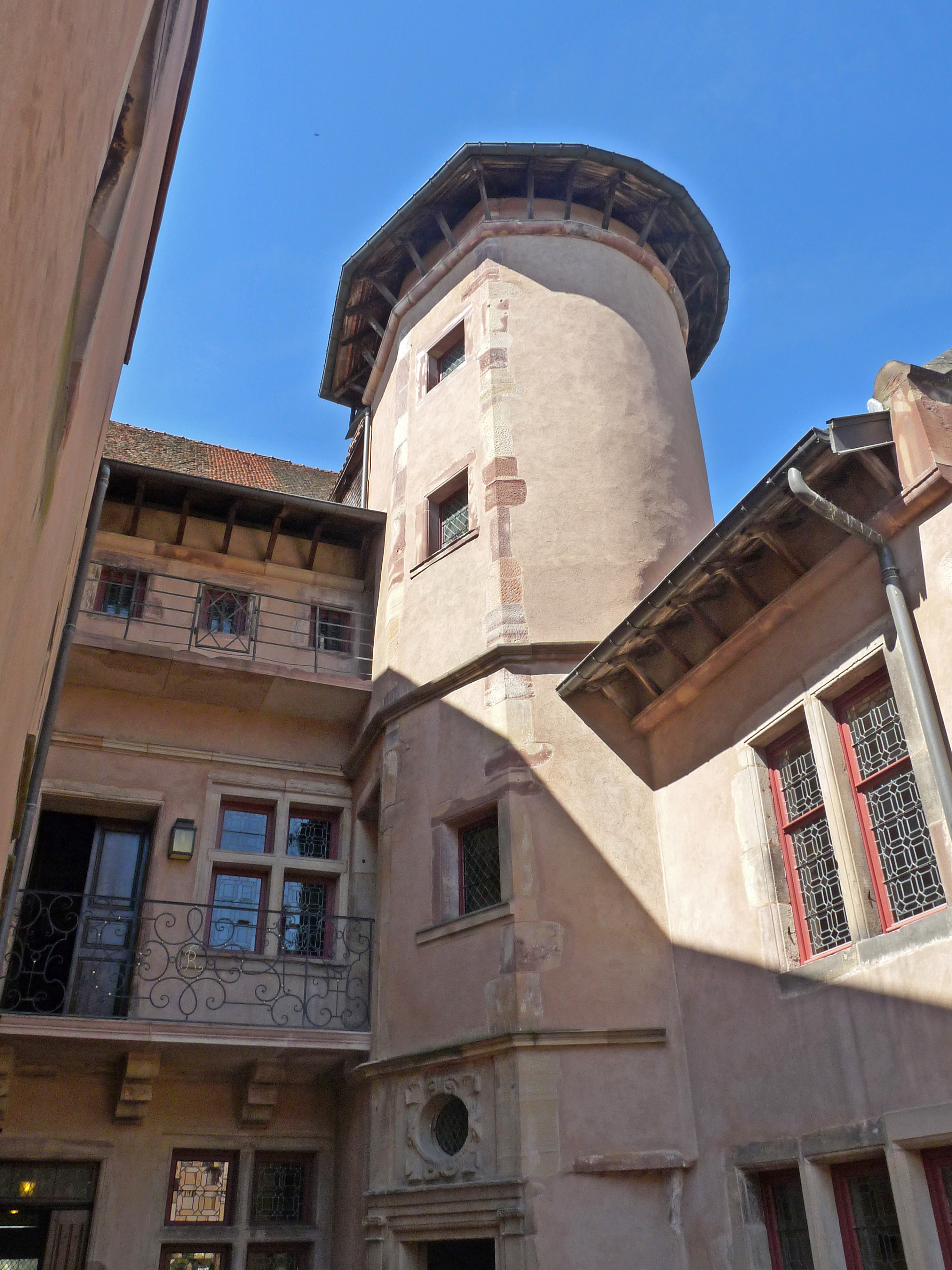
Vue depuis la cour intérieure à l'arrière de l'édifice (1)
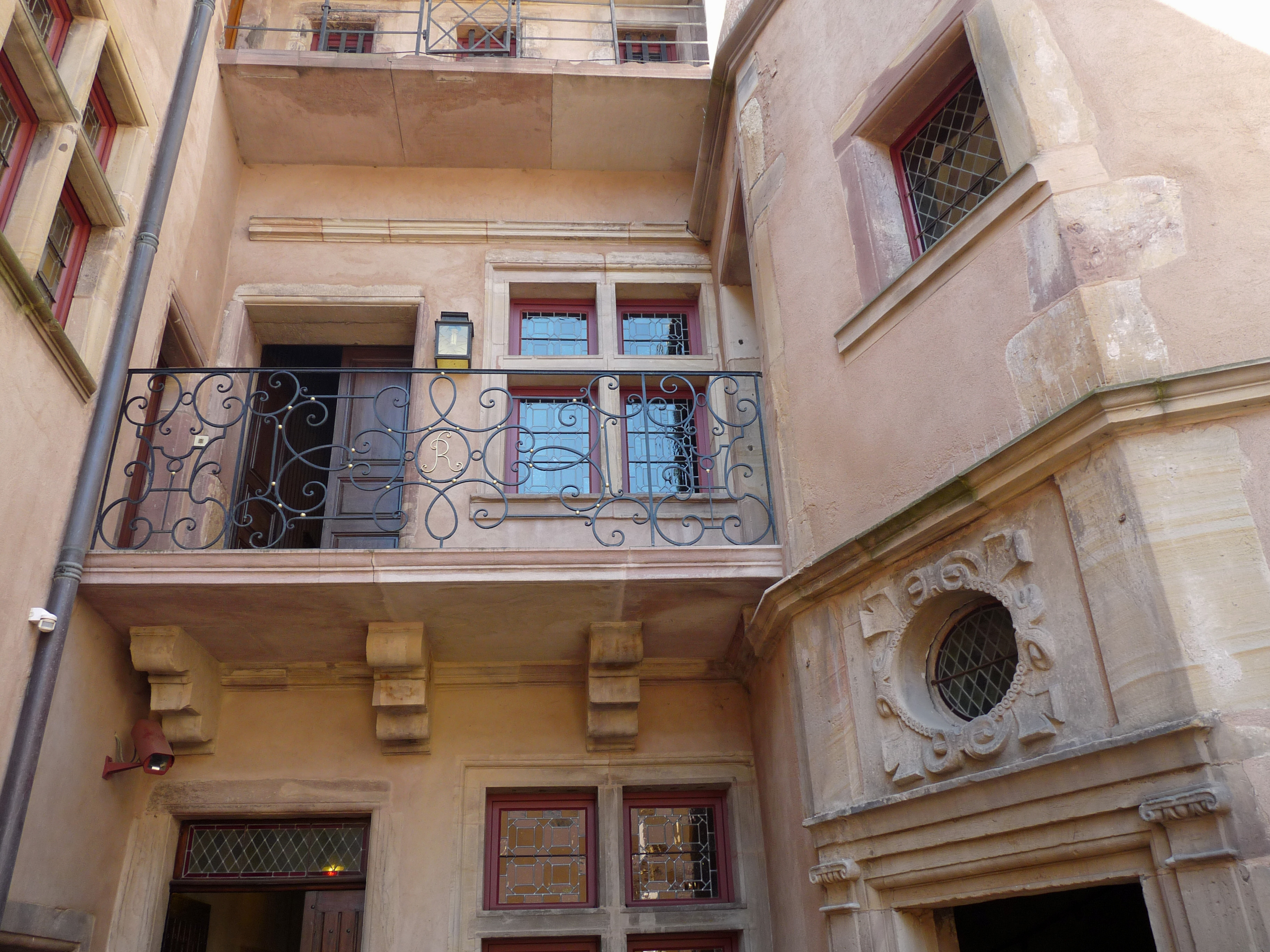
Vue depuis la cour intérieure à l'arrière de l'édifice (2)
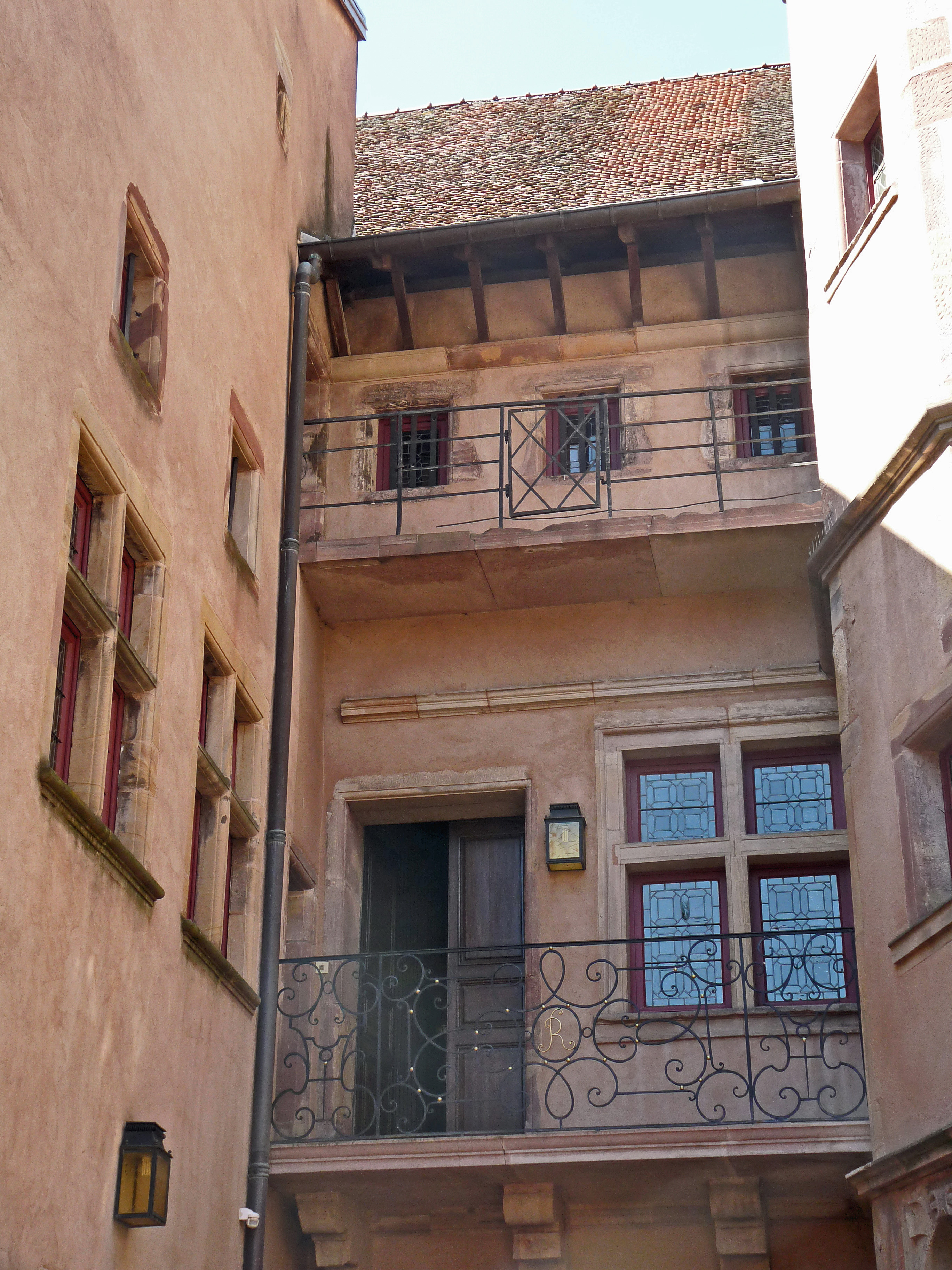
Vue depuis la cour intérieure à l'arrière de l'édifice (3)
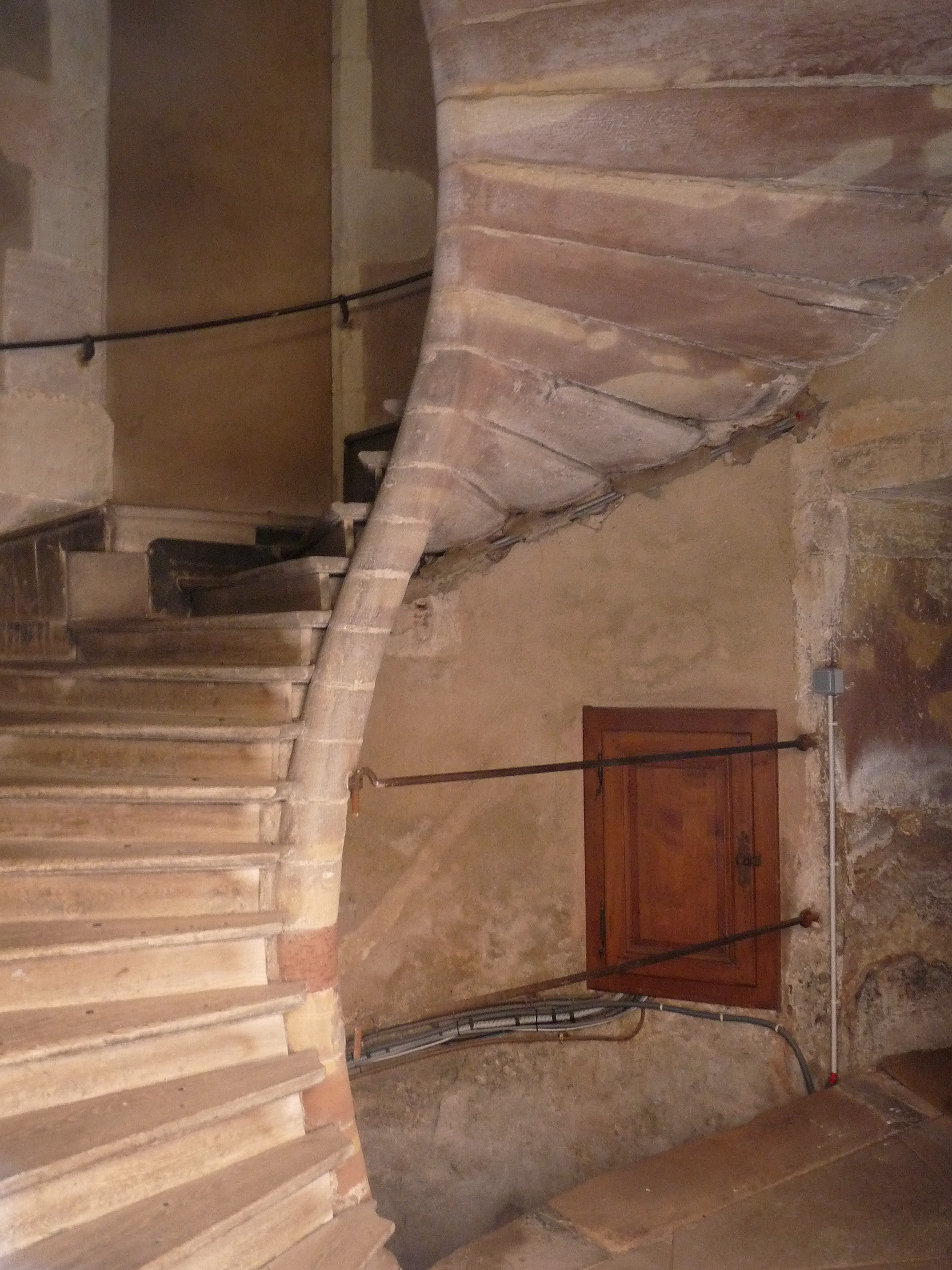
Escalier